# Вармонд
Ва́рмонд (нід. Warmond) — село у нідерландській провінції Південна Голландія, підпорядковується муніципалітету Тейлінген. До 1 січня 2006 року Вармонд був окремим муніципалітетом. Населення у 2012 році становило 4925 осіб.

## Географія
Вармонд розташований між Сассенхеймом і Угстгестом, на західному узбережжі озерної системи Кагерплассен, у так званому «регіоні дюн і тюльпанів». Узбережжя озер Кагерплассен є популярним місцем відпочинку, тут розташовані пляжі та кілька гаваней для яхт і човнів.
Загальна площа села становить 14,45 км², з яких вода займає 4,42 км², тобто близько 30%.

## Назва
Вперше Вармонд згадується у IX столітті під назвою Uuarmelde, у переліку майна церкви святого Мартина в Утрехті, якій тут належало три ферми. За твердженням історика Дірка Пітера Блока, назва Uuarmelde стосувалася річки, ймовірно, сучасної річки Леде, що впадає в озера Кагерплассен на південь від Вармонда. За даними сучасних досліджень, топонім «Вармонд» означає щось на зразок «води, що замерзає пізніше». В XI столітті зустрічається назва Warmunde, у XV столітті — Wermonde та Warmonde.

## Історія
За даними численних археологічних знахідок відомо, що люди вперше заселили цю територію ще 4 500 років тому. Знахідки пізньої залізної доби та часів Римської імперії вказують на існування тут невеликого поселення. Після того, як римляни залишили ці землі, населення значно скоротилося.
У 690 році до країни прибув англосаксонський монах Вілліброрд, який прагнув навернути місцевих мешканців у християнство. Він заснував у регіоні низку церков, під проводом яких церкви або невеликі каплиці були засновані в інших поселеннях регіону; так з'явилася і каплиця у Вармонді. До 985 року Вармонд був окремим поселенням, що належало Голландському графству. До 1049 року тут виникла невелика кам'яна церква. У 1201 році вперше в історії згадується володар Вармонда — лицар Франк ван Вармонд, який був васалом графа Голландії. Після смерті Франка ван Вармонда його землями заволоділа родина ван Тейлінген, яка збудувала в околицях села два замки. Офіційний титул володаря Вармонда перейшов до нащадків його доньки Софії, яка вийшла заміж за місцевого шляхтича Якоба XI ван ден Вауде.
У XIII столітті згадується володар Вармонда Якоб XII ван ден Вауде, який був онуком Франка ван Вармонда. Його син, Якоб XIII, зводить замок Хейс-те-Вармонт. У 1345 році вармондський лицар Дірк ван Тейлінген загинув у битві при Ставорені, що відбулася між графством Голландія і фризами. У 1398 році граф Голландії намагається взяти реванш, у переможній для голландців битві біля Кейнре бере участь володар Вармонда Ян ван ден Вауде.

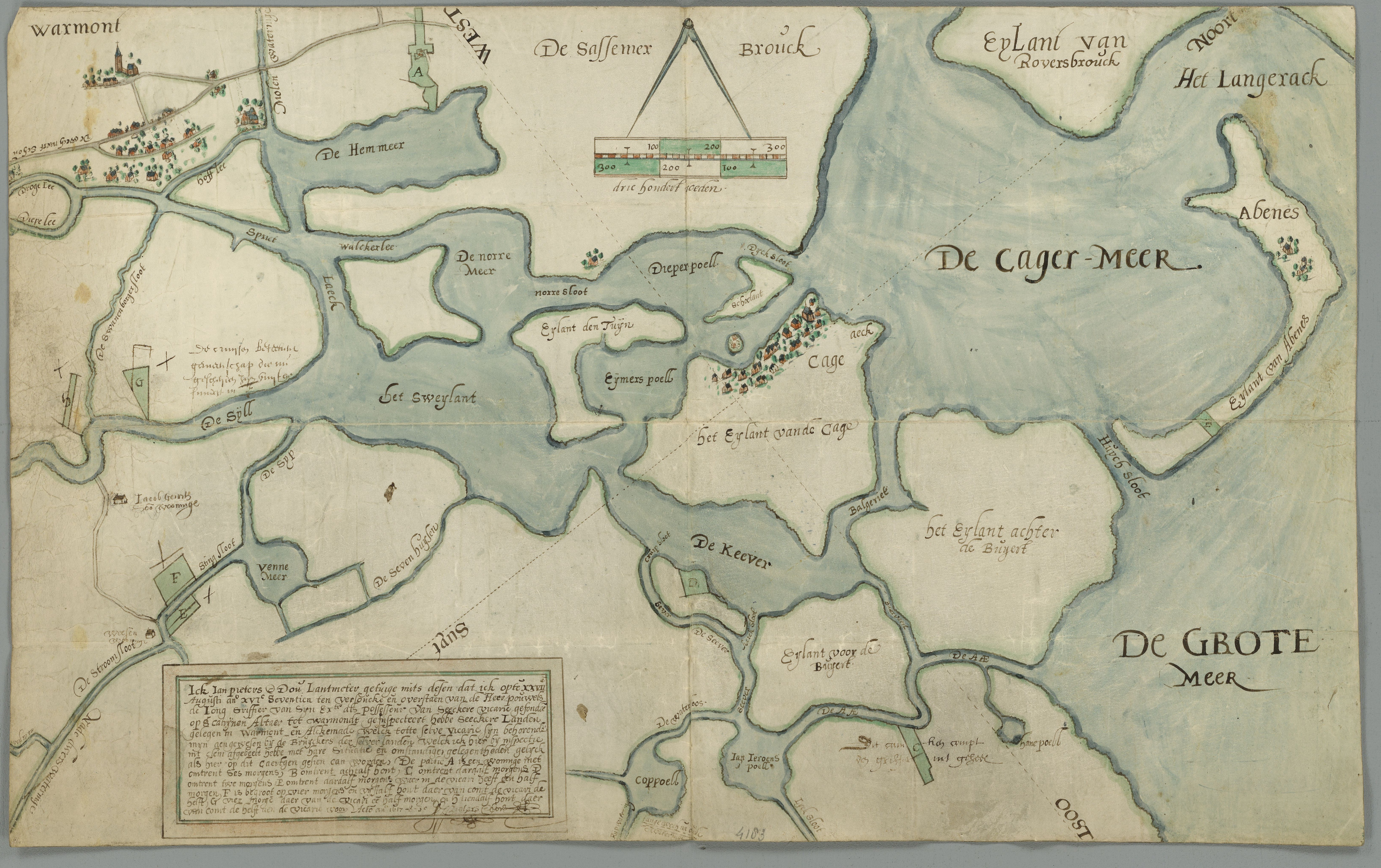
Вармонд і озера Кагерплассен на мапі 1617 року

Близько 1370 року у Вармонді діяла інквізиція, і усі мешканці чоловічої статі мали дати показання. За записами у Вармонді на той час було 28 родин, з чого можна припустити приблизну кількість мешканців — близько 170 осіб.
На початку XV століття у Вармонді засновують два монастирі. У 1420–1426 роках протягом феодальної «війни гачків і тріски» війська Йоганна Баварського беруть в облогу Лейден, низку замків в околицях міста зруйновано, серед них і Хейс-те-Вармонт.
У 1509 і 1514 роках Вармонд двічі потерпає від великих повеней. Станом на 1544 рік у Вармонді є 88 будинків, де мешкає 528 осіб. Більшість мешканців є фермерами, проте є також і ремісники, зокрема, теслі, стельмахи тощо. У XVI столітті титул володаря Вармонда переходить до родини ван Дувенворде.
У Восьмидесятилітній війні, перед першою облогою Лейдена, мешканці міста руйнують у Вармонді церкву і обидва монастирі, побоюючись, що там іспанська армія влаштує укріплення. Втім, іспанці все ж таки влаштовують базу у Вармонді, у замку Хейс-те-Вармонт. Залишивши Вармонд у квітні 1574 року, іспанці спалюють замок. Під час другої облоги Лейдена, володар Вармонда Йохан ван Дувенворде (Johan van Duvenvoirde) очолює загони захисників міста. Після зняття облоги Вільгельм I Оранський призначає його адміралом усіх воєнних кораблів Гарлеммермера, пізніше Дувенвойрде стає адміралом усієї Голландії.
У 1681 році у Вармонді мешкало 1053 особи у 231 будинку. Жителі були переважно ремісниками: ковалями, столярами, ткачами, шевцями, пекарями, моряками, бондарями тощо.
У 1799 році у Вармонді відкрилася перша у Північних Нідерландах семінарія. Спочатку тут навчалося лише 22 студенти, а в 1930 році їх було вже більше 300.
Під час окупації Нідерландів Наполеоном спадкові права шляхти на володіння і управління землями були скасовані. Вармонд став муніципалітетом із самоуправлінням. Наприкінці XIX століття у Вармонді розвивається вирощування тюльпанів, село оточують численні плантації. Втім, економічна криза 1930-х років завдала галузі значних збитків.
1 січня 2006 року Вармонд об'єднався із сусідніми селами Сассенхейм і Ворхаут у муніципалітет Тейлінген.

## Економіка
У Середньовіччі та за Нового часу основною галуззю економіки було сільське господарство, зокрема, тваринництво. Значно меншу роль грали рибальство та землеробство, серед культивованих культур — жито, овес, ячмінь, картопля, бобові. У другій половині XIX століття поширилося вирощування тюльпанів — піщані місцеві ґрунти були ідеальними для цього.
Найстарішим промисловим підприємством Вармонда були печі для випалювання вапна, засновані 1865 року Д. С. і Й. Бреденбергами. Проте, у 1930-их ці печі були зруйновані для будівництва гавані. У 1917 році у Вармонді виникла фабрика Padoxfabriek, яка постачала деревину для суднобудівних та теслярських підприємств, проте за кілька років вона збанкрутувала. Пізніше тут відкрилася свічкова фабрика, але проіснувала вона також недовго.
На початку XX століття у мешканців Вармонда з'явився новий вид заробітку: на озерах Кагерплассен почали розвиватися численні види водного спорту. Були влаштовані численні пристані, гавані та пляжі.

## Релігія

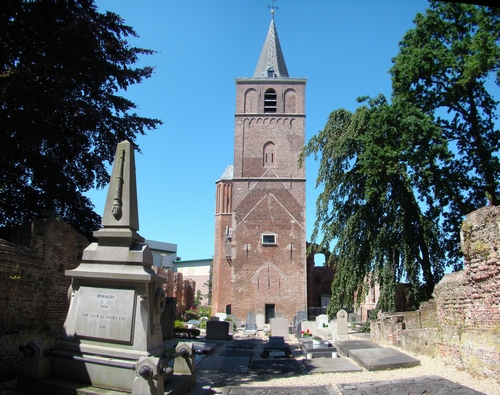
Дзвіниця старої церкви та цвинтар

У Ранньому Середньовіччі у Вармонді була лише одна каплиця, що згадується у документі 1063 року як підпорядкована церкві святого Вілліброрда в Угстгесті. Ймовірно, у XII столітті цю каплицю замінили на кам'яну церкву. Пізніше на місці цієї церкви постала нова, просторіша цегляна церква із дзвіницею. Як каплиця, так і церква були присвячені апостолу Маттею.
У 1410 році Ян ван ден Вауде, володар Вармонда, заснував жіночий монастир, присвячений святій Урсулі. За кілька років, 1412 або 1413 року, у Вармонді з'явився і чоловічий монастир ордену цистерціанців.
Протягом Восьмидесятирічної війни, а саме 1573 року, обидва монастирі та церква були зруйновані мешканцями Лейдена, які готувалися дати відсіч іспанській армії і побоювалися, що за міцними стінами монастирів іспанці влаштують базу. Пізніше церкву відбудували протестанти-реформатори, але 1874 року її знову розібрали, адже у селі вже була зведена нова церква.
У 1799 році у Вармонді було засновано католицьку семінарію, яка стала першою семінарією цієї конфесії у Північних Нідерландах. До 1967 року це була головна семінарія Гарлемської дієцезії. Тут навчалося багато видатних церковних діячів, зокрема, кардинал Адріанус Йоганнес Сімоніс. Будівля семінарії декілька разів перебудовувалася, у 1843 році до будівлі за проектом архітектора Тео Молкенбура прибудували каплицю, а у 1930-х роках добудували нове крило та другу каплицю за проектом архітектора Яна Стейта. У 1967 році семінарію закрили, а Вармонд перейшов від Гарлемської дієцезії до утвореної 1955 року Роттердамської дієцезії.
У 1859 році у Вармонді за проектом архітектора Тео Молкенбура збудували католицьку церкву, виконану у неоготичному стилі.

## Транспорт
У 1842 році у Вармонді проклали залізницю і влаштували залізничну станцію. Втім, 1964 року станцію закрили.
Цікаво, що саме у Вармонді сталася перша в Нідерландах залізнична катастрофа. 10 березня 1843 року паровоз зійшов з рейок на залізничному мості через річку Леде. Загинула одна людина.
У місті діє лише один міжміський автобусний маршрут — № 50, який прямує в один бік — до Лейдена і Угстгеста, в інший — до Сассенхейма, Ліссе, Хіллегома, Гемстеде та Гарлема.

## Пам'ятки

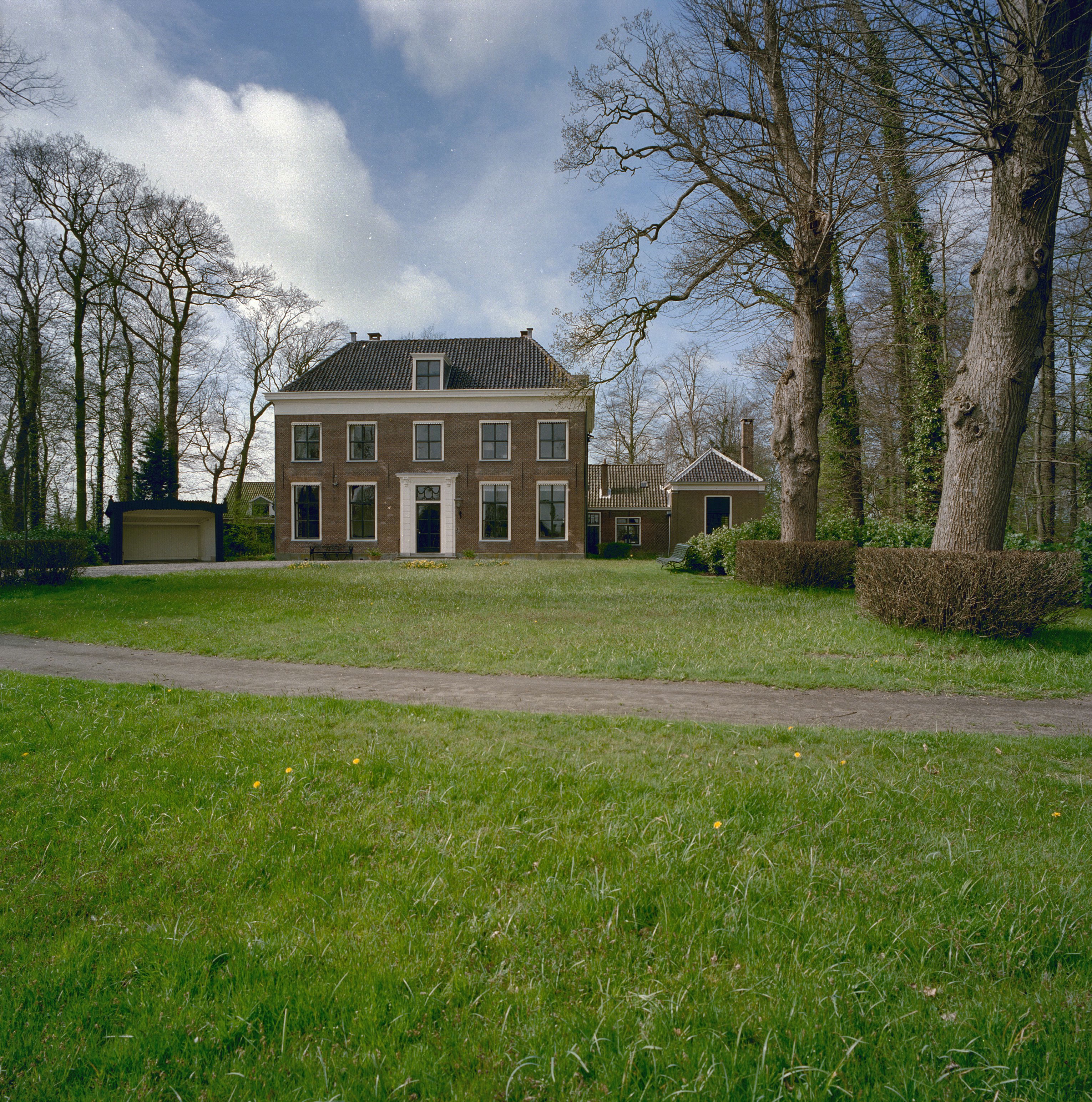
Садиба Oostergeest

На території Вармонда розташовано 76 національних пам'яток та 19 пам'яток місцевого значення.
Серед національних пам'яток:
- Дзвіниця і руїни церкви XV століття,
- будівля католицької семінарії (1799 р.),
- вітряки Zweilandermolen (1632 р.), Boterhuismolen (1744 р.), 't Poeltje (1787 р.), Zwanburgermolen (1805 р.), De Kok (1809 р.), Lakermolen (1818 р.), Broekdijkmolen (1840 р.), Nieuwe Hofmolen (1859 р.), Faljerilmolen (1935 р.),
- садиба Oostergeest з парком (XVII–XVIII ст.),
- замок Хейс-те-Вармонт,
- реформатська церква (1875 р.)

### Замки Вармонда

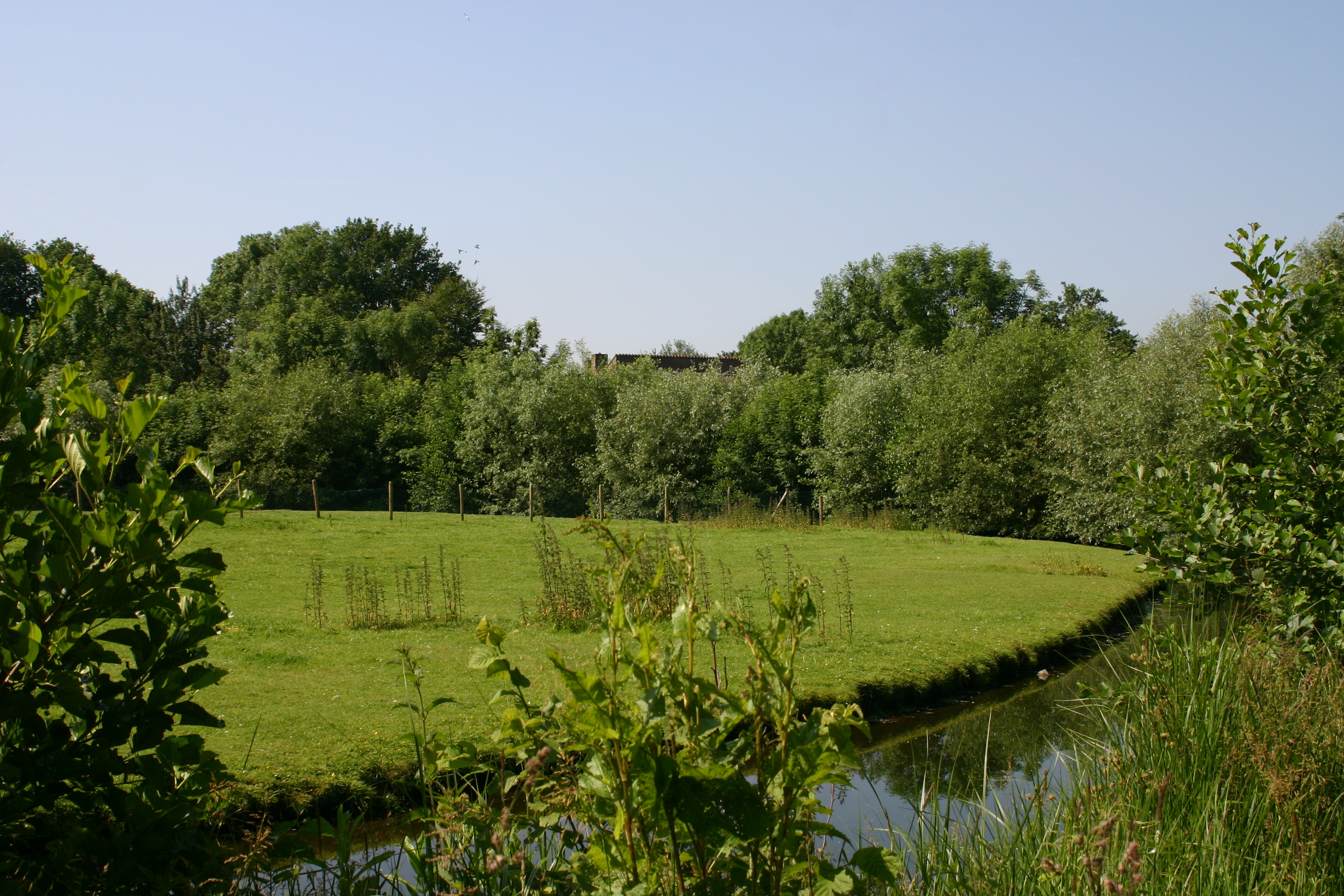
Місце, де був замок Діркс-Стенхейс

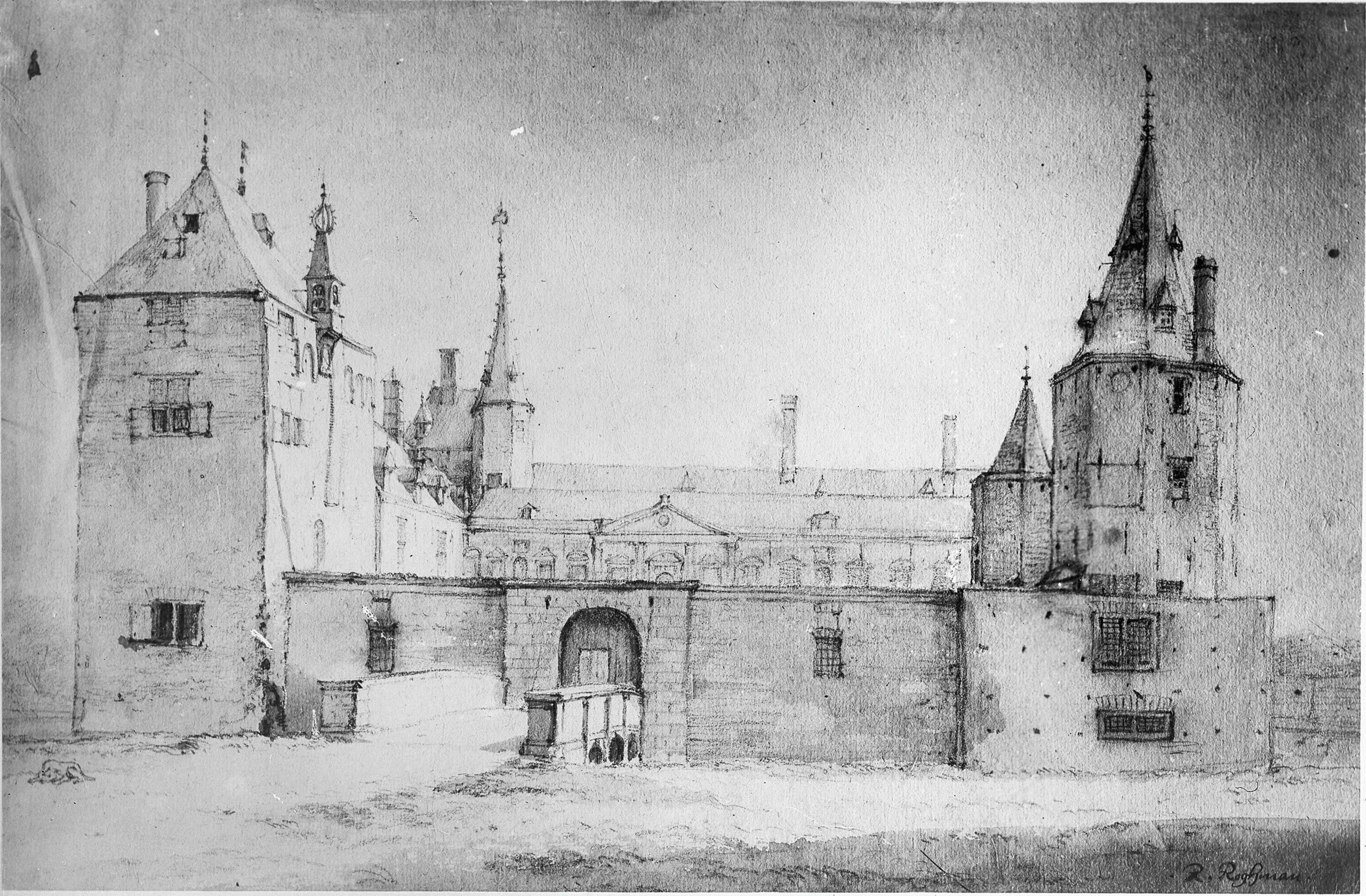
Замок Хейс-те-Вармонт на старовинній гравюрі

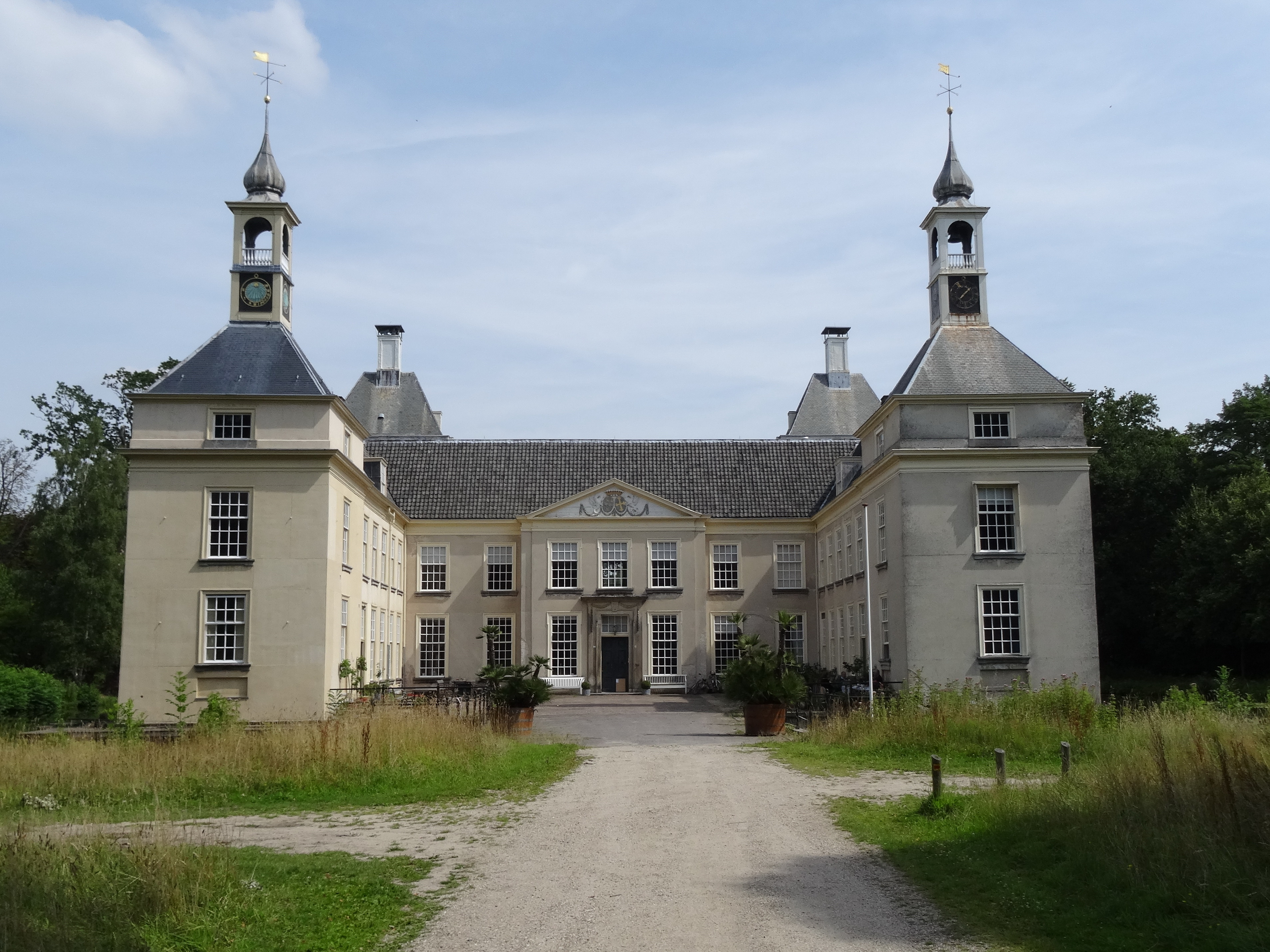
Замок Хейс-те-Вармонт, 2015 р.

У Середні віки в околицях сучасного Вармонда існувало принаймні шість феодальних замків, з яких залишився лише один, а розташування ще одного можна вгадати по збереженій системі ровів і укріплень.
Першими з замків Вармонда стали два замки родини ван Тейлінген: Діркс-Стенхейс (Dirks Steenhuis) та Ауд-Тейлінген (Oud-Teylingen). Перший з них, збудував, ймовірно, Віллем ван Тейлінген у першій половині XIII століття. Замок розташовувався на заході Вармонда, біля старої дамби (в околицях сучасної вулиці Oude Dam). Назву замку дав син Віллема, Дірк ван Тейлінген (1244–1283), назвавши його «нашим кам'яним будинком» (нід. onse steenhues). Дірк ван Тейлінген був важливою особою при дворі графа Голландського Флоріса V, а його резиденцією був замок Тейлінген біля сучасного села Сассенхейм. У Діркс-Стенхейсі мешкав син Дірка, Ян ван Тейлінген, який помер близько 1304 року, ставши останнім господарем замку. На Яні ван Тейлінгені увірвалася основна гілка роду ван Тейлінген. Замок почав занепадати і близько 1370 року був остаточно зруйнований. Місце, де був замок, є археологічною пам'яткою, тут збереглися форми рову, що оточував замок.
Другий замок родини ван Тейлінген, Ауд-Тейлінген (пізніше назва — Lockhorst), був зведений у середині XIII століття, ймовірно Симоном ван Тейлінгеном, братом Дірка ван Тейлінгена (1244–1283). Онук Симона, також Дірк, загинув у битві із фризами у 1345 році і право на володіння замком успадкувала родина ван Налдвейк. Замок розташовувався на березі річки Леде, в околицях сучасної вулиці Norremeerstraat, і був зруйнований після 1814 року.
На північ від Вармонда стояв замок Алкемаде (Alkemade), зведений, ймовірно, одним з перших представників родини Алкемаде. Перша згадка про замок датована 1304 роком. Замок мав вигляд фортеці із міцними, товщиною 2,5 метри, стінами, оточеної подвійним ровом. До 1400 року рід Алекмаде увірвався по чоловічій лінії і замок поступово занепав. Після 1615 року на захід від колишнього місцезнаходження замку було зведено садибу, також зруйновану після 1824 року. З того часу на місці колишнього замку простяглися плантації тюльпанів.
У кінці сучасної вулиці Endepoellaan у XIV століття розташовувався замок Ендепул (Endepoel). Вперше він згадується в історії близько 1300 року, коли шляхтич на ім'я Клаас Магнуссон отримав ці землі у ленне володіння. Донька Магнуссона вийшла заміж за Флоріса ван Алкемаде, і до 1561 року замок належав родині Алкемаде. Того року замок продали, з тих пір він часто змінював власників і зрештою перетворився на звичайну ферму. Втім, за власниками цієї ферми довго зберігалися шляхетські права на ловлю риби в озері та на утримання лебедів (у Середньовіччі право на це мала лише шляхта).
Близько 1285 року вперше згадується замок володаря Вармонда, Якоба XII ван ден Вауде. Про замок відомо дуже мало, він розташовувався на північ від церкви святого Маттея. У 1410 році тогочасний володар Вармонда подарував замок ордену урсулинок, які влаштували у колишньому замку монастир, зруйнований 1573 року.
Син Якоба XII ван ден Вауде, Якоб XIII близько 1300 року збудував окремий замок, Хейс-те-Вармонт (Huys te Warmont), і це єдиний замок, що зберігся по сьогодні. Спершу він мав вигляд прямокутної башти, а 1774 року був перебудований під заміський маєток. Башта первісного замку збереглася, хоча й у досі переробленому вигляді — це західна башта замку. Мініатюрний макет Хейс-те-Вармонта зберігається у музеї Мадюродам. У Середньовіччі замок значно постраждав від феодальних воєн.

## Демографія
Найстаріші згадки про кількість населення Вармонда сягають 1370 року — тут мешкало близько 170 осіб. З тих часів і до XVII століття населення зростало приблизно до 1488 осіб у 1628 році, але до XIX століття скоротилося — у 1807 році у Вармонді мешкало лише 786 осіб. Надалі населення постійно зростало, досягнувши кількості 4 394 осіб у 1960 році. У 2000-х роках кількість населення коливалася у межах 4 900 — 5 000 осіб.
У 2012 році у Вармонді мешкало 4 925 жителів, з яких чоловіків — 2 480 (50,4%), жінок — 2 445 (49,6%). Розподіл населення по вікових групах був наступним:
- особи у віці від 0 до 15 років — 14%;
- особи у віці від 15 до 25 років — 11%;
- особи у віці від 25 до 45 років — 20%;
- особи у віці від 45 до 65 років — 31%;
- особи у віці старше 65 років — 24%.

Близько 14% мешканців Вармонда мають не-голландське походження, з них 10% європейців і 4% — особи неєвропейського походження.

## Видатні мешканці
- Ян Стен — нідерландський художник XVII століття, деякий час мешкав у Вармонді.
- Ієронімус ван Бевернінг[en] — нідерландський дипломат XVII століття, помер у Вармонді.
- Мартен Харт[en] — нідерландський письменник, мешкає з родиною у Вармонді.
- Труус ван Алтен[en] — нідерландська акторка, знімалася переважно у німецьких фільмах 1920-х—1930-х років. Померла у Вармонді.